# برت‌هود (کلرادو)
برت‌هود (به انگلیسی: Berthoud) شهری در ایالت کلرادو کشور ایالات متحده آمریکا است که جمعیت آن در سرشماری سال ۲۰۱۰ میلادی، ۵٬۱۰۵ نفر بوده‌است.